# 타르트

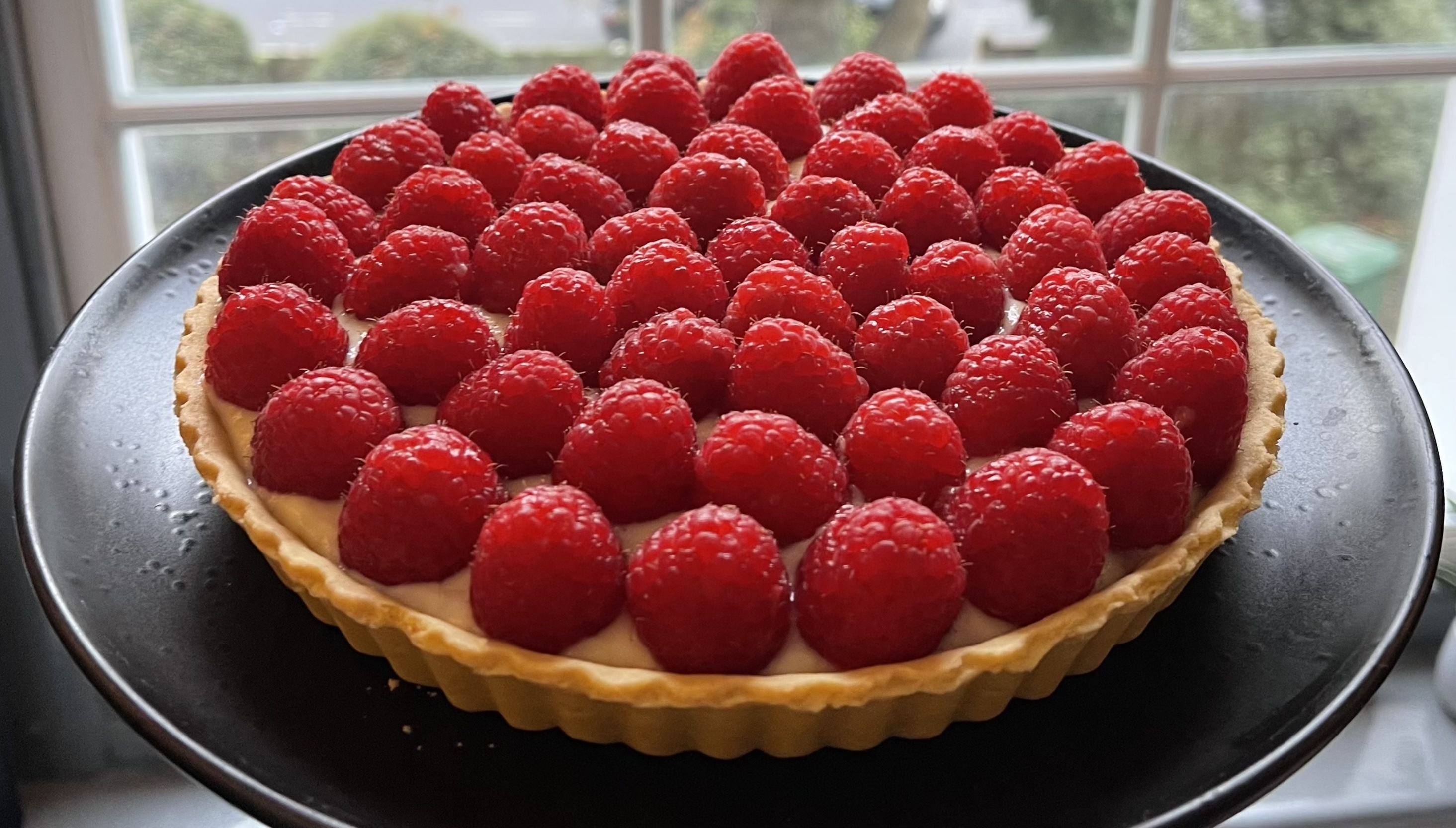
라즈베리 타르트

타르트(tart)는 윗쪽이 패스트리로 덮이지 않은 파이 형태의 패스트리 양과자의 일종이다. 보통 달콤한 맛이 나게 하여 먹는다. 양파 타르트, 블루베리 타르트, 타르트 타틴, 애플 타르트 등 여러 종류가 있다.
일반적으로, 파이 도우(dough)는 밀가루, 유지(fat), 물 등을 섞어 만든다. 이스트는 넣지 않는다. 여기서 유지(fat)란 버터, 혹은 마가린을 말한다. 생지는 보통 납작하게 만든다. 잎사귀 두께만큼 두께를 갖도록 만든다. 장식을 위에 두고 혹은 위에 두지 않고 팬에 넣고 굽는다.

## 사진 모음

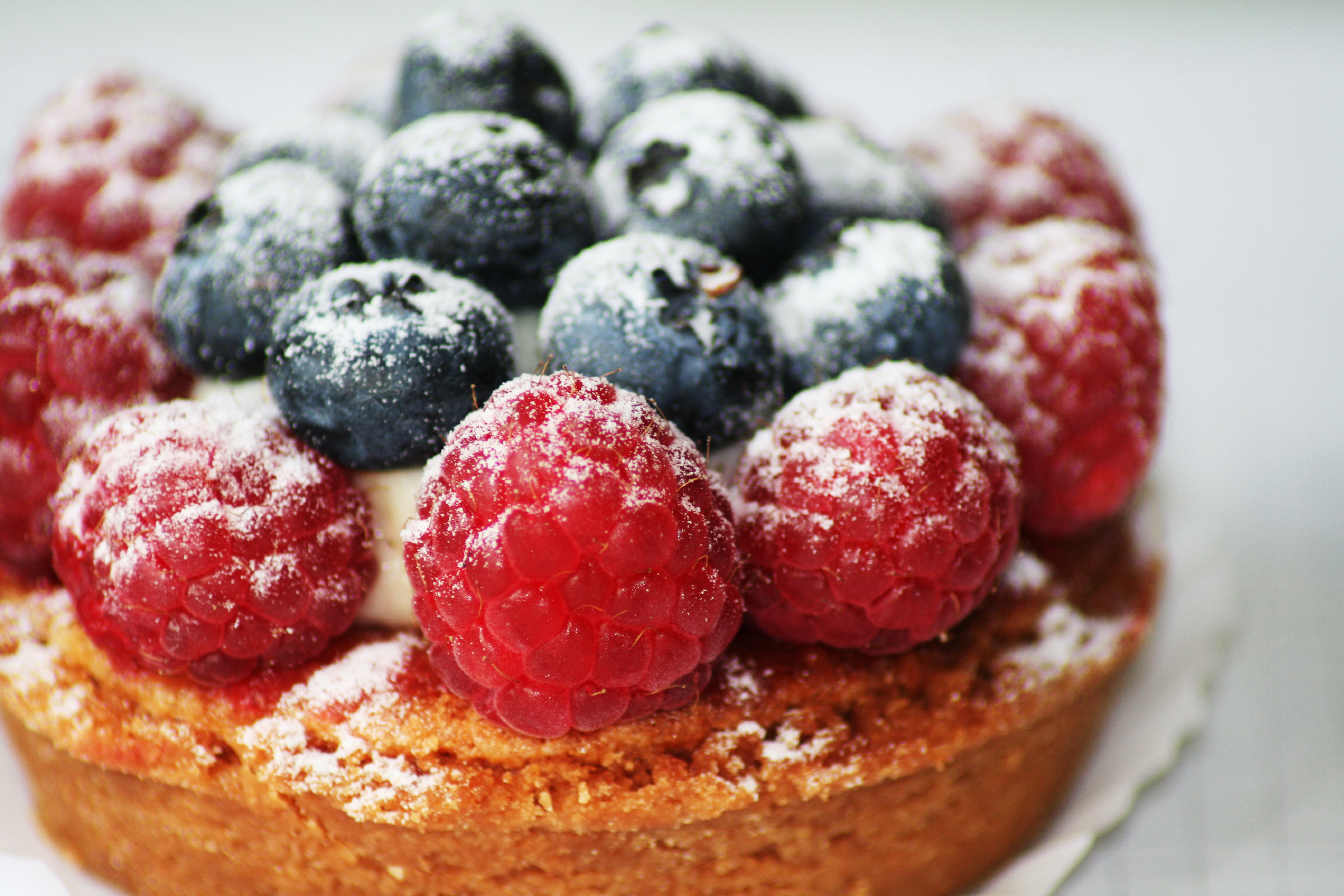
산딸기 및 블루베리 타르트
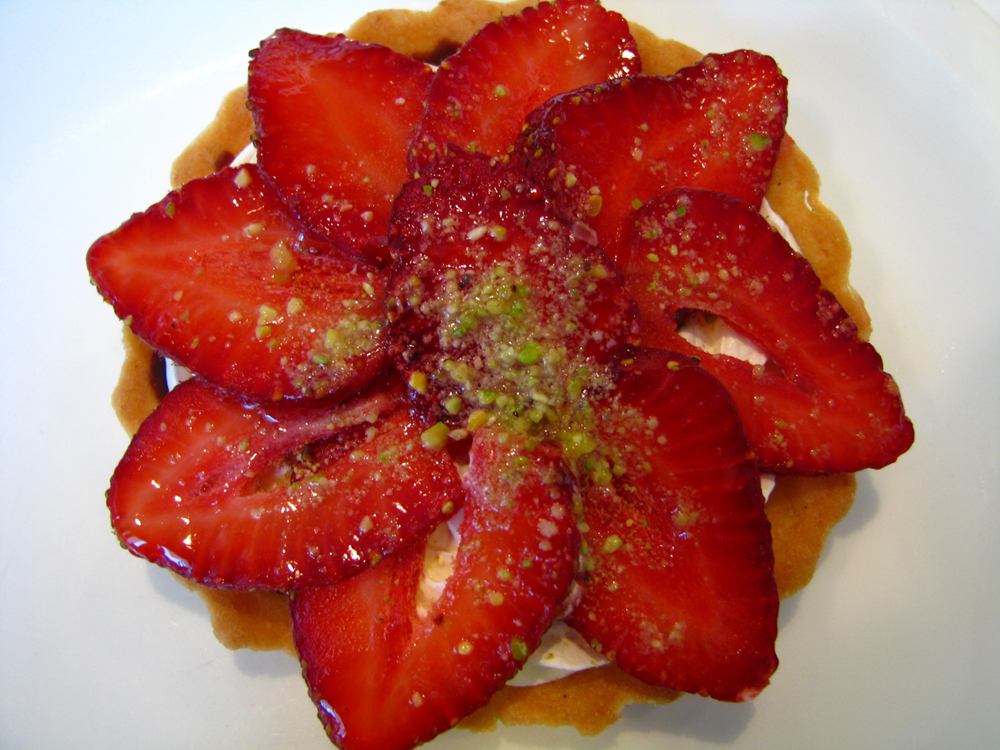
딸기 타르트
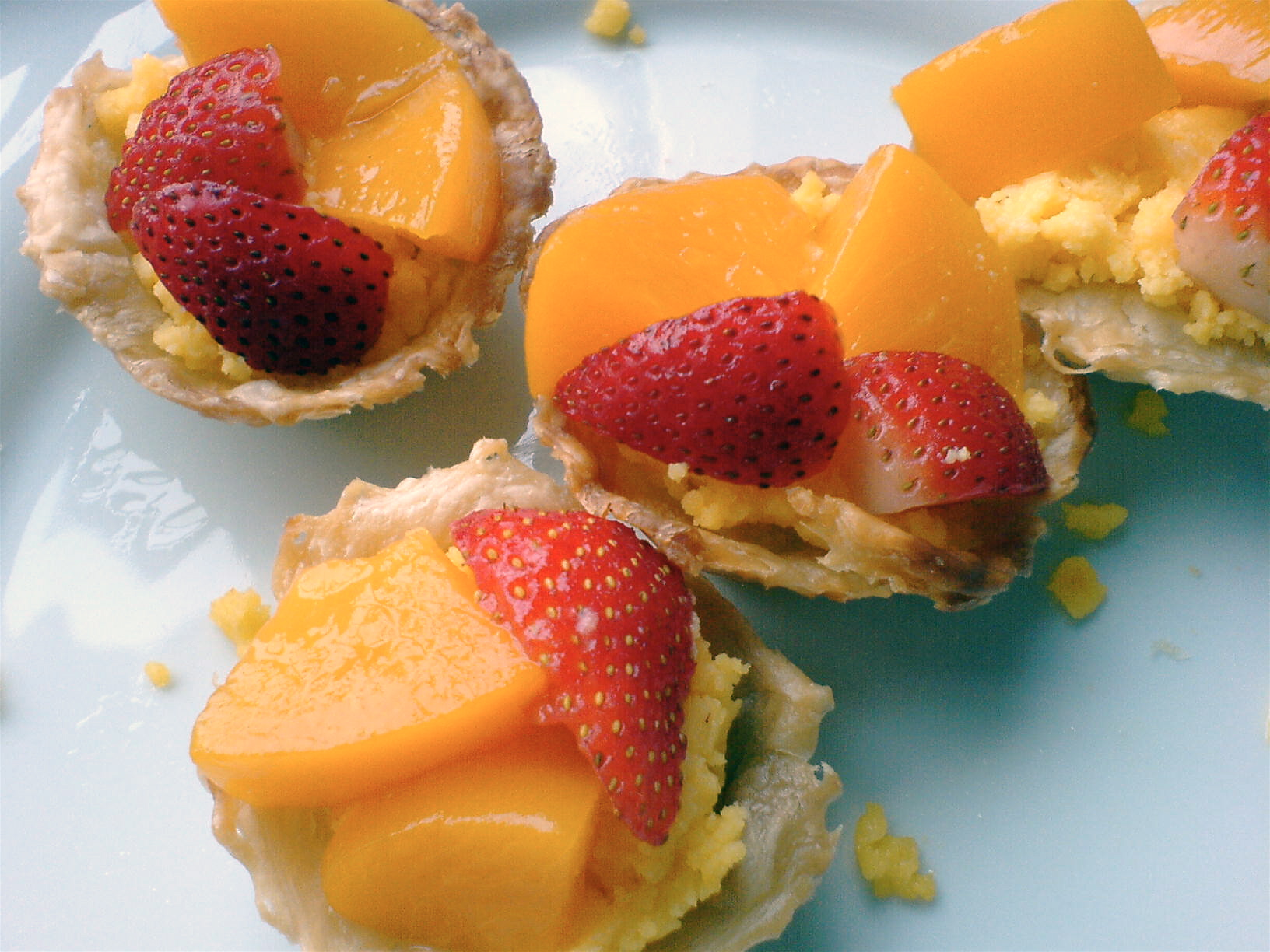
딸기 복숭아 타르트
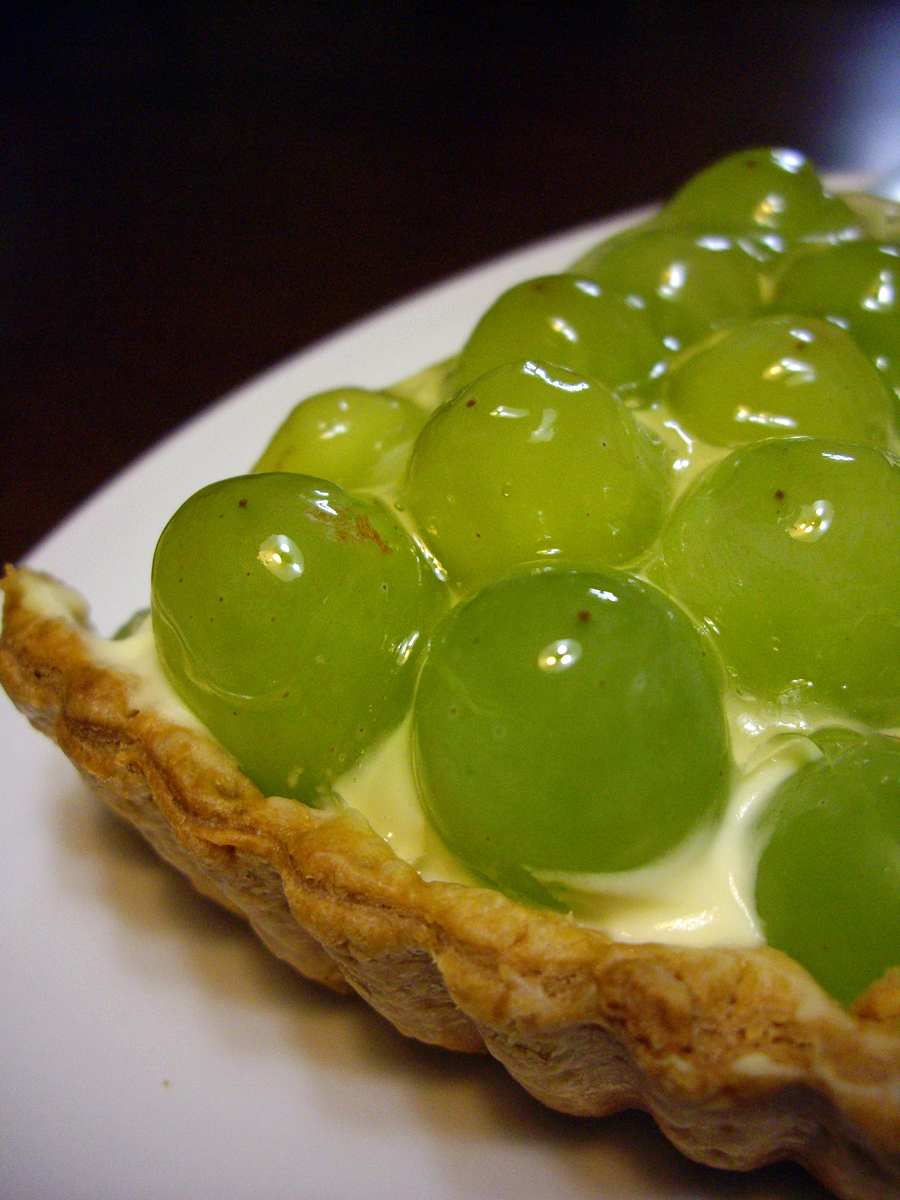
포도 타르트
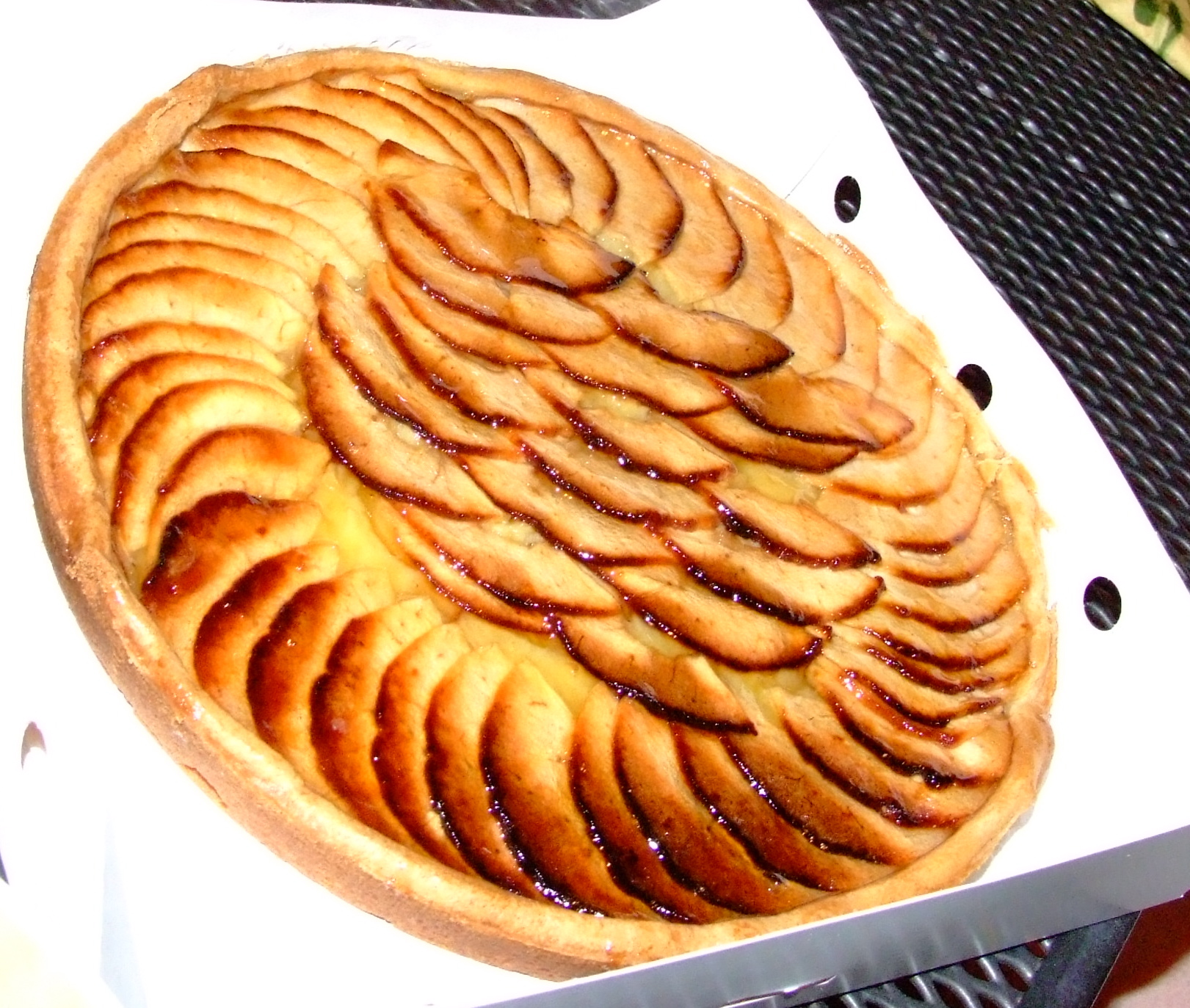
프렌치 애플 타르트
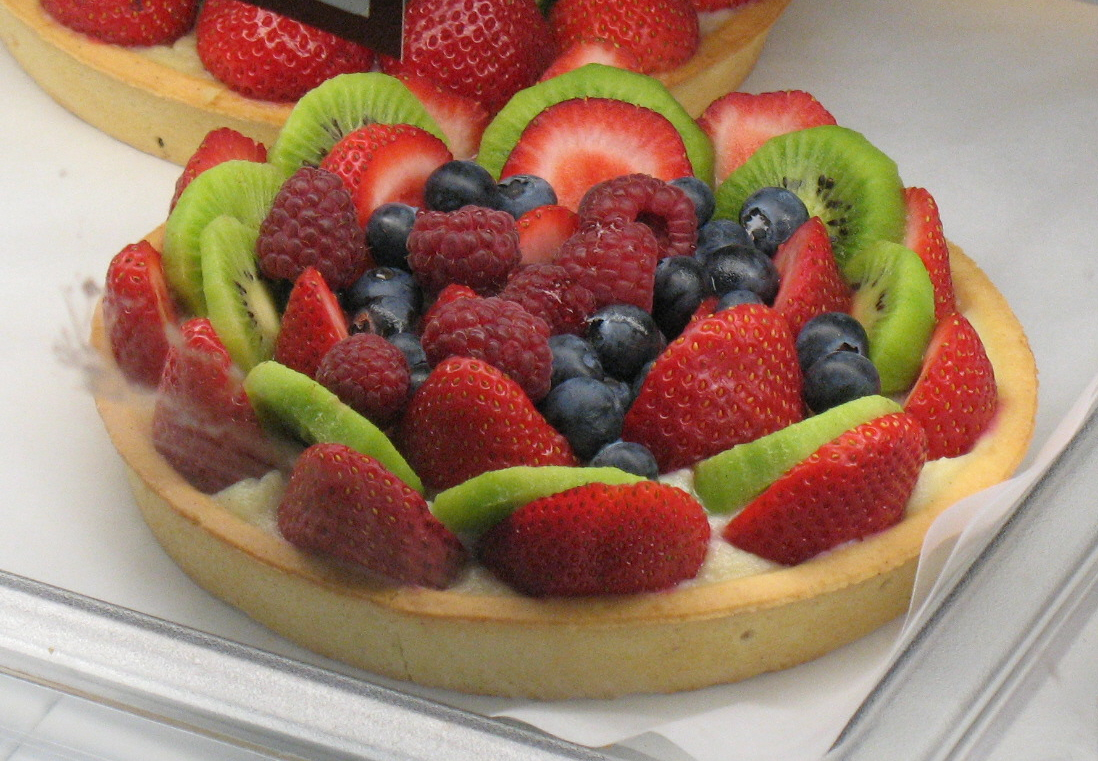
모듬 과일 타르트
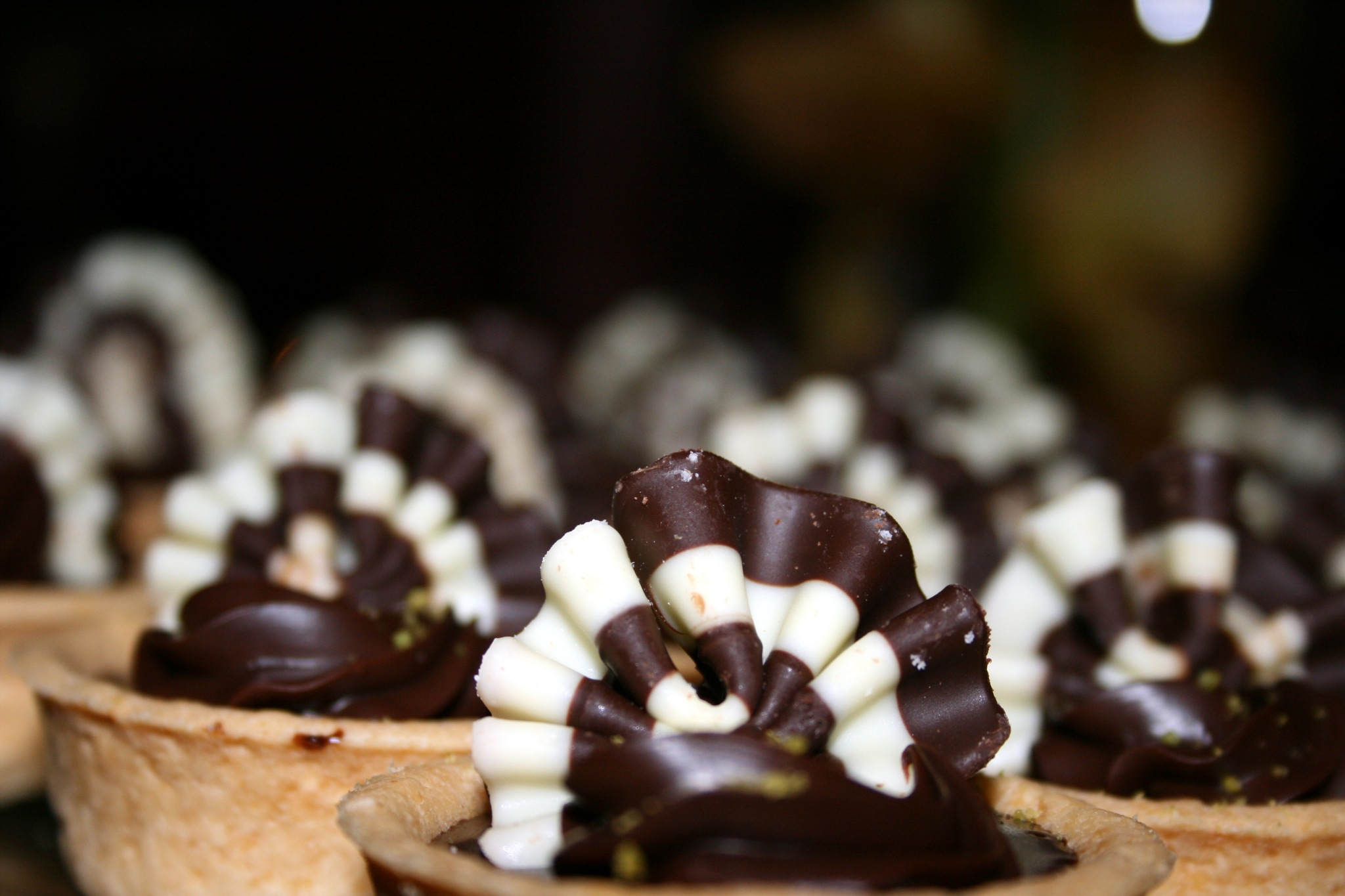
초콜릿 타르트
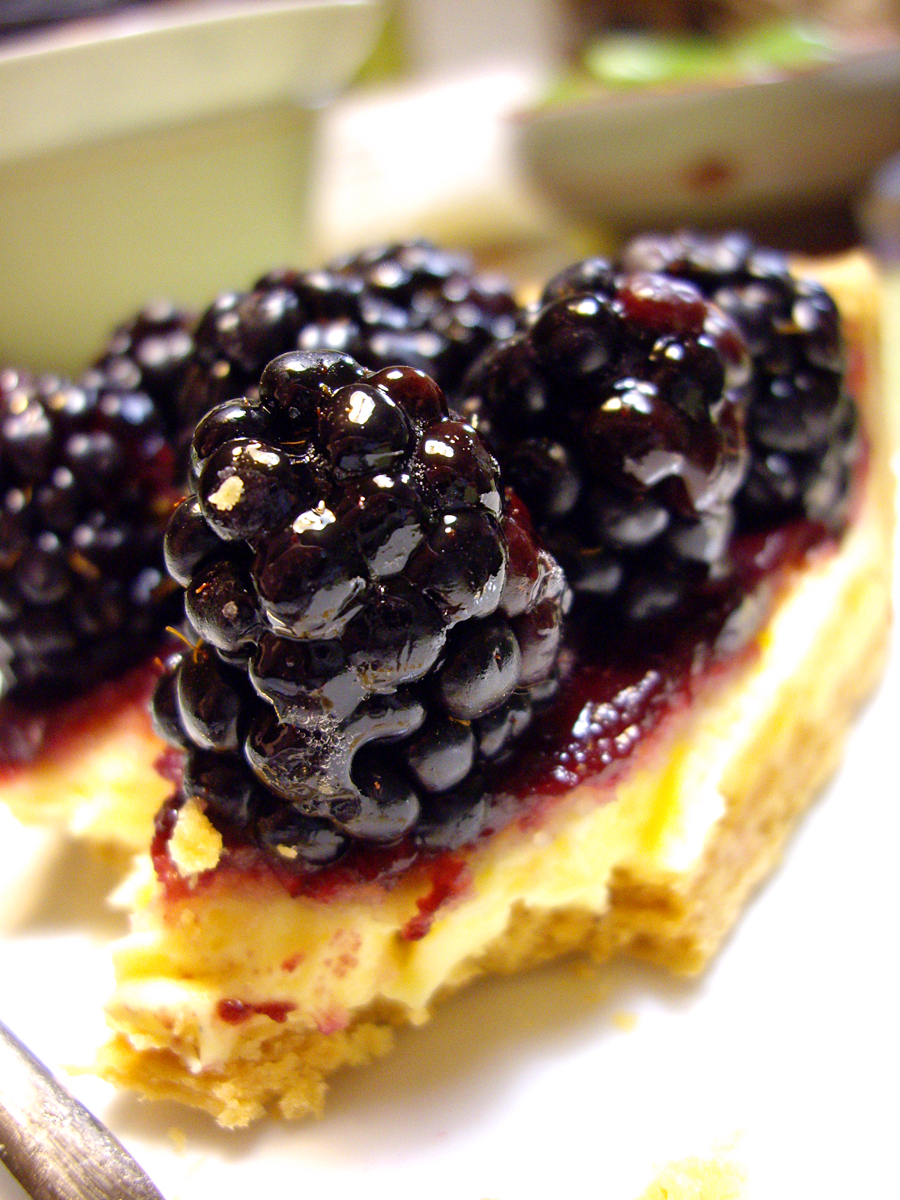
블랙베리 타르트

## 같이 보기
- 후식
- 케이크
- 페이스트리